# Hypsibarbus wetmorei
Una volta classificato nel genere Barbus e poi Puntius, Hypsibarbus wetmorei è un pesce tropicale d'acqua dolce appartenente alla famiglia Cyprinidae.

## Distribuzione ed Habitat
Proviene dai bacini dei fiumi Chao Phraya e Mekong, nuota soprattutto negli affluenti, in zone ricche di vegetazione.

## Descrizione
Non supera i 25,0 cm.

## Alimentazione
Si nutre di invertebrati acquatici.

## Conservazione
È minacciato dal degrado del suo habitat e dalla pesca, anche per l'allevamento in acquario. Viene comunque classificato come "a rischio minimo" (LC) dalla lista rossa IUCN perché non particolarmente raro.